# Vauxhall Carlton
Der Vauxhall Carlton ist ein PKW der oberen Mittelklasse, den Vauxhall von Ende 1978 bis Frühjahr 1994 in Großbritannien anbot.

## Carlton (Mark I, 1978–1986)
Der erste Vauxhall Carlton wurde Ende 1978 als Ersatz für den Vauxhall VX eingeführt. Er basierte auf dem zeitgenössischen Opel Rekord, besaß aber die für Vauxhall typische „Droopsnoot“ (zwischen den Scheinwerfern abgesenkte Frontpartie) und damit auch keinen üblichen Kühlergrill. Die Wagen waren als Limousine oder Kombi mit Hinterradantrieb und großem, komfortablen Innenraum (zunächst nur in „L“-Ausstattung) erhältlich. Dem Antrieb diente ein Reihenvierzylindermotor mit 2,0 Liter Hubraum und Vergaser, der dem Wagen ausreichend Leistung verlieh und sich durch Laufruhe und Sparsamkeit auszeichnete. 

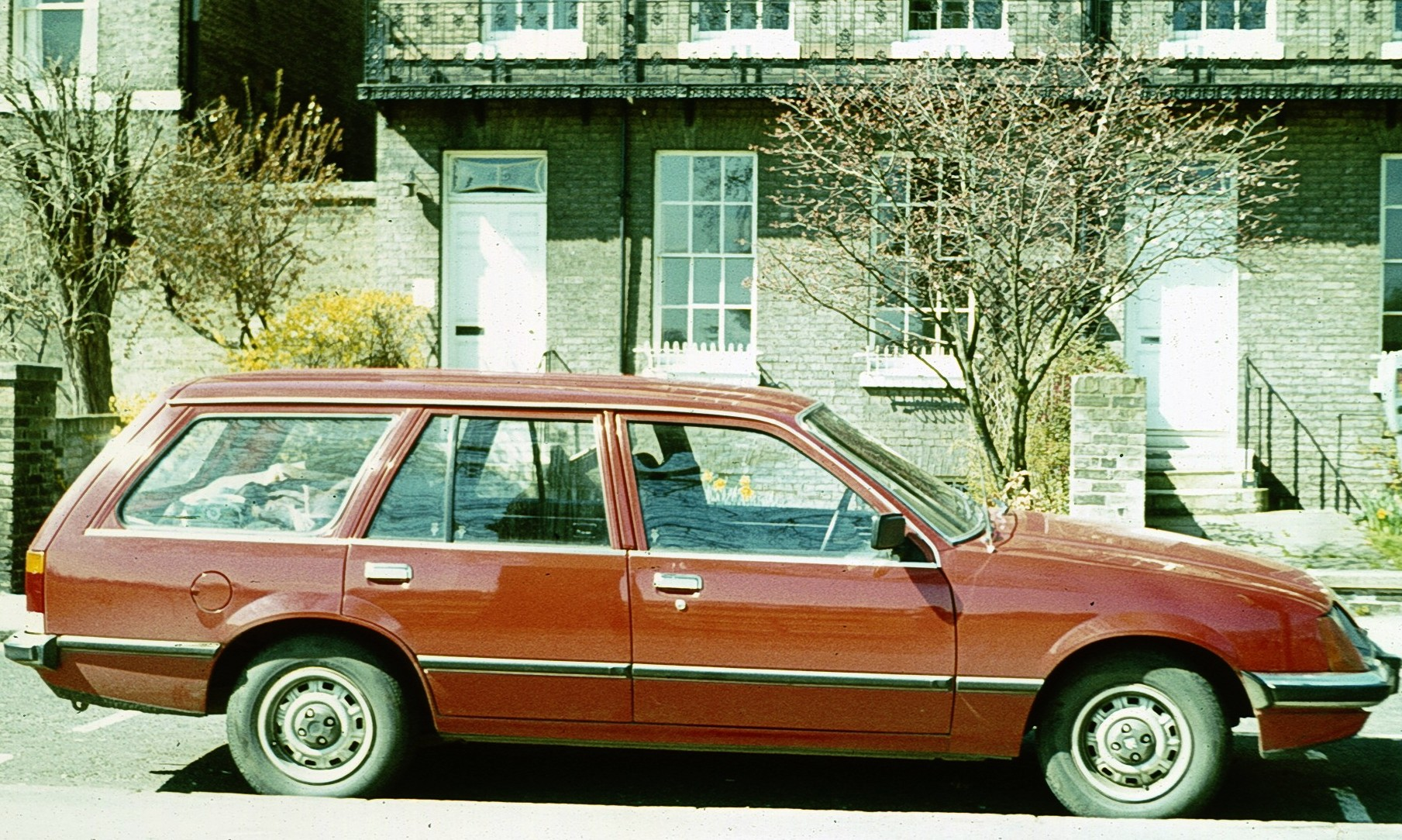
Vauxhall Carlton Estate
(1978–1982)

Es gab einige interessante Sonderausstattungen, wie Zentralverriegelung, Alufelgen und elektrische Fensterheber, was für ein Großserienmodell in den späten 1970er-Jahren schon außergewöhnlich war.
Es gab auch verlängerte und stärkere Modelle, die auf dem Carlton und dem Rekord basierten. Direkt darüber war der Vauxhall Viceroy – nahezu baugleich mit dem Opel Commodore – platziert, und darüber der Vauxhall Royale – ein Opel Senator – und dessen Coupévarianten Vauxhall Royale Coupé, bzw. Opel Monza. Von letzteren waren die Opel-Versionen auch in Großbritannien aber weiter verbreitet als ihre Vauxhall-Pendants.

### Modellpflege

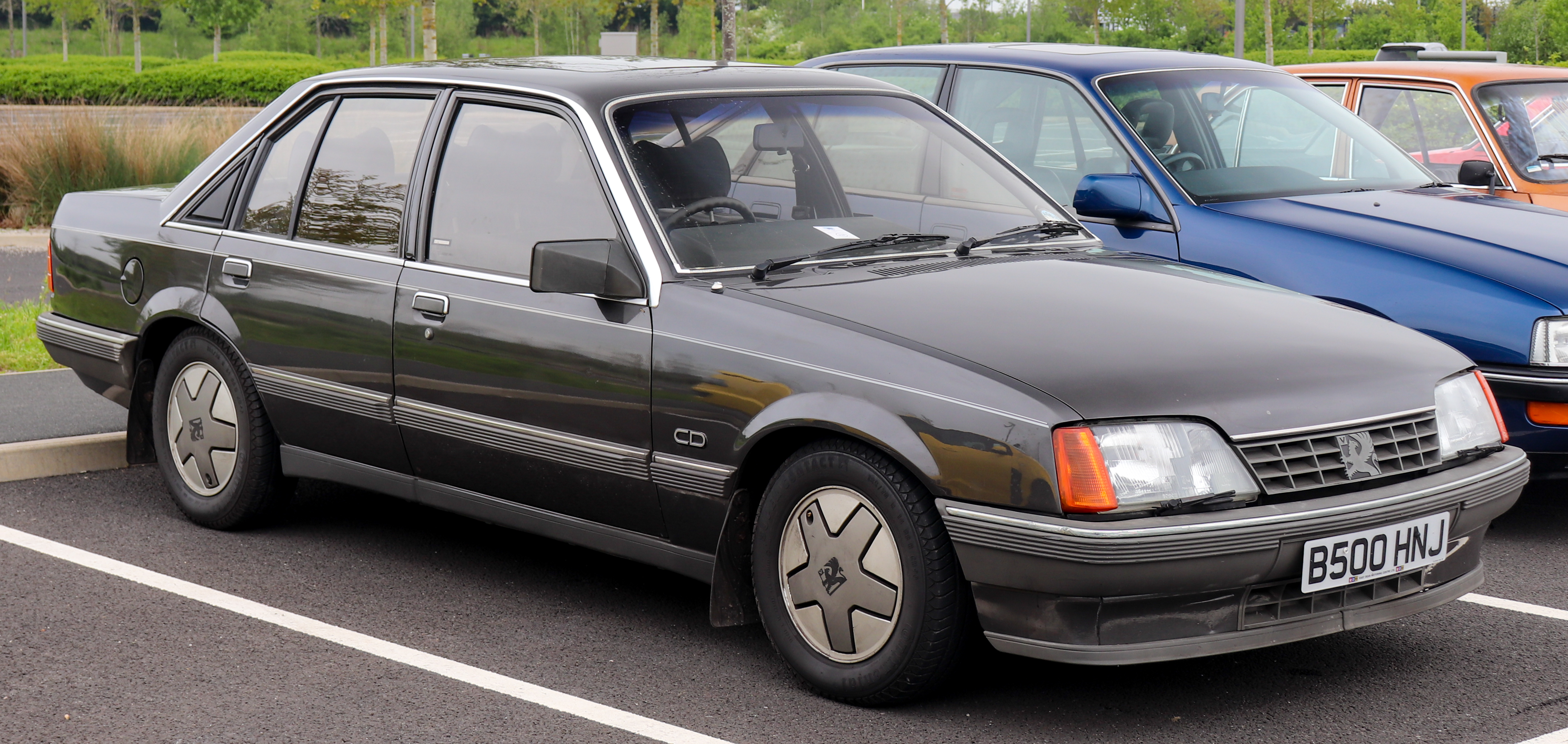
Vauxhall Carlton (1982–1986)

Bei einem Ende 1982 durchgeführten Facelift entfiel die für Vauxhall typische „Droopsnoot“ und der rechteckige Kühlergrill entsprach dem des Opel. 
Zu diesem Zeitpunkt wurde auch die Vermarktung von Opel-Modellen in Großbritannien eingestellt, da es von den Emblemen abgesehen keine Unterschiede mehr zu Opel gab. Bei der Überarbeitung wurden wie beim Rekord E weitere Motoren eingeführt: ein 1,8 l-R4-Vergasermotor sowie ein 2,3 l-R4-Dieselmotor. Auch führte man neben der Einstiegsvariante „L“ als weitere Ausstattungslinien „GL“ und „CD“ ein. 
1984 kam ein 2,0-Liter-Reihen-Vierzylinder-Einspritzmotor, der bereits 1985 durch einen 2,2-Liter ersetzt wurde.

## Carlton (Mark II, 1986–1994)
Opel entschied sich, den im Herbst 1986 präsentierten Nachfolger des letzten Opel Rekord unter dem Namen Omega anzubieten. Vauxhall beließ es bei der bisherigen Bezeichnung „Carlton“. 
Bei ihrer Vorstellung gewannen die Schwestermodelle Vauxhall Carlton Mark II und Opel Omega A, die wiederum als Limousine oder Kombi verfügbar waren, die Auszeichnung Auto des Jahres 1987.
Auch hier gab es eine verlängerte Version des Vauxhall Carlton sowie Opel Omega. Bei beiden Herstellern hieß sie Senator.
Als im Frühjahr 1994 bei Opel die erste Baureihe durch den Omega B abgelöst wurde, gab nun auch Vauxhall den Namen Carlton auf und nannte ihr Modell ebenfalls Omega. Offenbar strebte man bei den GM-Töchtern nach einheitlichen Namen für gleichwertige Modelle.

### Motorenangebot
Neu in der Motorenpalette des Carlton Mark II waren zwei Reihen-Sechszylindermotoren mit 2,6 und 3,0 Liter Hubraum. Anfänglich mit 12 Ventilen ausgerüstet, bot man später auch Motoren mit 24 Ventilen an, die deutlich mehr Leistung und Drehmoment entwickeln konnten. Zudem verwendete Vauxhall die „Dual-Ram“-Ansaugkrümmer, welche die Motoren unter 4.000 min−1 als zwei 3-Zylinder-Aggregate laufen ließ, was bei 4.000 min−1 aber das Ansaugprofil änderte und somit die Motorleistung deutlich erhöhte.

### Lotus-Version
1990 brachte Vauxhall den Hochleistungswagen Lotus Carlton in Zusammenarbeit mit Lotus Cars mit 377 bhp (277 kW) heraus. Bei Opel hieß das Fahrzeug Lotus Omega. Es verfügte über einen Reihen-Sechszylindermotor mit 3.615 cm³ Hubraum und zwei Turboladern (Werksbezeichnung: C36GET). Der Wagen kam auf eine Höchstgeschwindigkeit von ca. 283 km/h, was ihn damals offiziell zum schnellsten bis dahin gebauten Viersitzer machte. 
Er kostete 48.000 £, was über dem Doppelten eines Standard-Carlton lag. Aufgrund des hohen Preises konnte Vauxhall in Großbritannien anstatt der geplanten 1.000 nur 440 Exemplare absetzen. Für weniger betuchte Kunden gab es als Alternative den 3000 GSi 24V, der mit einer Höchstgeschwindigkeit von nahezu 240 km/h für ebenfalls gute Fahrleistungen sorgte.